# 작은대나무쥐
작은대나무쥐(Cannomys badius)는 소경쥐과에 속하는 설치류의 일종이다. 작은대나무쥐속(Cannomys)의 유일종이다. 방글라데시와 부탄, 캄보디아, 중국, 인도, 미얀마, 네팔 그리고 태국에서 발견된다.

## 특징
작은대나무쥐는 작고 단단한 두더지쥐이다. 몸길이는 꼬리 길이 약 60mm를 포함하여 약 200m이고, 몸무게는 210~340g이다. 귀는 작고, 털 속에 완전히 가려져 있다. 털은 부드럽고 무성하며, 상체는 불그스레한 갈색부터 회색빛 갈색을 띠고 하체는 더 희미한 색을 띠고 털이 가늘다. 때로는 머리 윗부분에 흰 줄무늬가 있거나 목에 흰색을 약간 갖고 있기도 한다. 꼬리에는 털이 거의 없다.

## 습성
작은대나무쥐는 굴을 파는 동물의 일종으로 산악 지역의 대나무 숲에서 흔히 발견되지만, 삼림과 농장 그리고 거친 땅에서도 발견된다. 굴 입구는 산악 지대 기슭 또는 개활지 대숲의 나무 아래에서 찾을 수 있다. 파낸 흙은 굴 입구의 흙 무더기에 쌓아 두며, 흙 무더기가 굴 진행 방향을 따라서 간격을 두고 발견된다. 주 통로는 표면 아래에 수평으로 이어지고 깊이는 60cm, 전체 길이는 58m에 달한다. 굴은 널짝한 둥지 모양의 방으로 끝난다. 작은대나무쥐가 땅 아래에 있을 때, 굴 입구는 흙으로 막는다. 특히 대나무와 뿌리와 같은 식물의 싹을 먹기 위해, 해질녘에 땅 위로 나온다. 한 살이 되면 성적으로 성숙해지고, 암컷은 약 6주의 임신 기간 이후에 2~6마리의 새끼를 낳는다. 약 8주 후에 젖을 뗀다.

## 보전 상태
작은대나무쥐는 넓은 분포 지역과 많은 장소에서 발견된다. 식용으로 사냥되는 것을 포함한 직면하고 있는 위협은 고무 농장에서 해충으로 간주되어 죽임을 당한다. 국제 자연 보전 연맹(IUCN)은 보전 상태를 "관심대상종"으로 지정하고 있다.